# Slag om Montcornet
De Slag om Montcornet was een slag om de plaats Montcornet tijdens de Duitse inval van Frankrijk in 1940. De slag maakte deel uit van de Slag om Frankrijk tijdens de Tweede Wereldoorlog. 
Montcornet was tijdens de opmars van de Duitse troepen reeds bezet. De 4e pantserdivisie onder leiding van Charles de Gaulle begon in de vroege ochtend van 17 mei een tegenaanval op de strategisch gelegen plaats. De plaats werd omsingeld en aangevallen door gebruik te maken van de Char B1-tank. De Duitsers weerden de aanval af met het pantserafweerkanon 3,7 cm Pak 36, waardoor er enkele Franse tanks verloren gingen. De Gaulle diende ook nabijgelegen plaatsen Clermont-les-Fermes en Chivres-en-Laonnois te ontzetten van Duitse troepen. Nadat deze aan het eind van de middag waren veiliggesteld werd een nieuwe poging gedaan om Montcornet te heroveren. Deze aanval werd afgeslagen doordat de Duitsers gebruikmaaten van de 8,8cm-Flak. In de avond viel de Luftwaffe de troepen van De Gaulle aan, waarop deze zich moest laten terugtrekken. De slag eindigde in een tactische overwinning voor de Duitsers, waarbij circa 100 Duitsers omkwamen en 14 Fransen. Tevens verloren de Fransen 23 tanks.